# Weidenhäuser Brücke
Die Weidenhäuser Brücke ist die älteste Lahnbrücke in der mittelhessischen Stadt Marburg. Eine erste steinerne Brücke über die Lahn stand an dieser Stelle bereits Mitte des 13. Jahrhunderts. Sie wurde im Mittelalter Stadtbrücke oder Lange Brücke genannt. Die heutige 4-feldrige Bogenbrücke aus Sandstein stammt aus dem Jahr 1892. Sie verbindet die westliche Altstadt mit dem östlichen Stadtteil Weidenhausen und ist bis heute eine der wichtigsten Verkehrsadern in Marburg.

## Geografische Lage
Die Weidenhäuser Brücke befindet sich an einer Lahnfurt, an der die mittelalterliche West-Ost-Fernverkehrsstraße die Lahn überquerte. Sie führte am Rotenberg und entlang der späteren Untergasse in die sumpfige Talaue zur Lahnfurt hinunter und jenseits der Lahn der Zahlbach folgend die Lahnberge wieder hinauf.

## Baugeschichte
Spätestens für die Jahre gegen 1200 wird der Bau einer festen, eventuell steinernen Brücke dicht oberhalb der Lahnfurt angenommen. In diese Zeit dürfte auch die Gründung der Brückenvorstadt Weidenhausen fallen, in der es viele wasserabhängige Gewerbe wie Lohgerber, Töpfer, Leinweber und Wollweber gab. Eine Steinbrücke über die Lahn an dieser Stelle wird erstmals 1250 in einer Urkunde Sophie von Brabants (1224–1275) erwähnt. Sie wurde „Stadt-Brücke“ oder „Lange Brücke“ genannt.
1498/1499 wurde die Brücke nach einer Flut repariert und der ca. 7 m breite Weg auf der Brücke gepflastert. Im Januar 1552 kam es nach der plötzlich einsetzenden Schneeschmelze und Regenfällen zu einer verheerenden Flutkatastrophe. Am 10. Januar 1552 stürzte zuerst der an Weidenhausen grenzende östliche Brückenbogen ein, dann auch der mittlere Brückenpfeiler mit dem Abort-„Heuslein“ und der westliche Brückenbogen. Dabei kamen zwischen 10 und 24 Menschen zu Tode (je nach Bericht). Danach wurde die Brücke durch eine Holzkonstruktion provisorisch repariert und war 1555 wieder vollständig in Stein erneuert.
Bei einem weiteren starken Winterhochwasser wurden am 31. Dezember 1763 die beiden mittleren Pfeiler weggerissen. Diese wurden danach durch eine Holzkonstruktion ersetzt, die fast 130 Jahre bestand. Die heutige Brücke wurde 1891/1892 nach Plänen des Stadtbaumeisters Louis Broeg fertiggestellt. Sie ersetzte den Vorgängerbau aus dem 18. Jahrhundert. Die nächste Renovierung fand 2002 statt, als die Grundpfeiler in der Lahn mit Beton verstärkt wurden.
2018 bis August 2019 fand eine umfangreiche Renovierung und Instandsetzung der Brücke statt, mit Vollsperrung und Umleitungen für den Kfz-, Bus- und Radverkehr, sowie erheblichen Auswirkungen und Änderungen für das Busliniennetz im Nahverkehr in Marburg. Oberbau und Sandsteinbögen wurden zunächst abgetragen; die Sandsteinpostamente wurden aufgearbeitet und wiederverwertet; die Brückengesimse aus Naturstein wurden erhalten, das schmiedeeiserne Geländer mit verstärktem Handlauf restauriert. Neben einer statischen Ertüchtigung wurden teils die auf der Nordseite und auf der Südseite entfernten mit Zierwerk versehenen Werksteine rekonstruiert. An der Nordseite wurde eine neue Fußgängerbrücke angebaut, sodass nun beide Seiten der Brücke begehbar sind.

## Bildergalerie

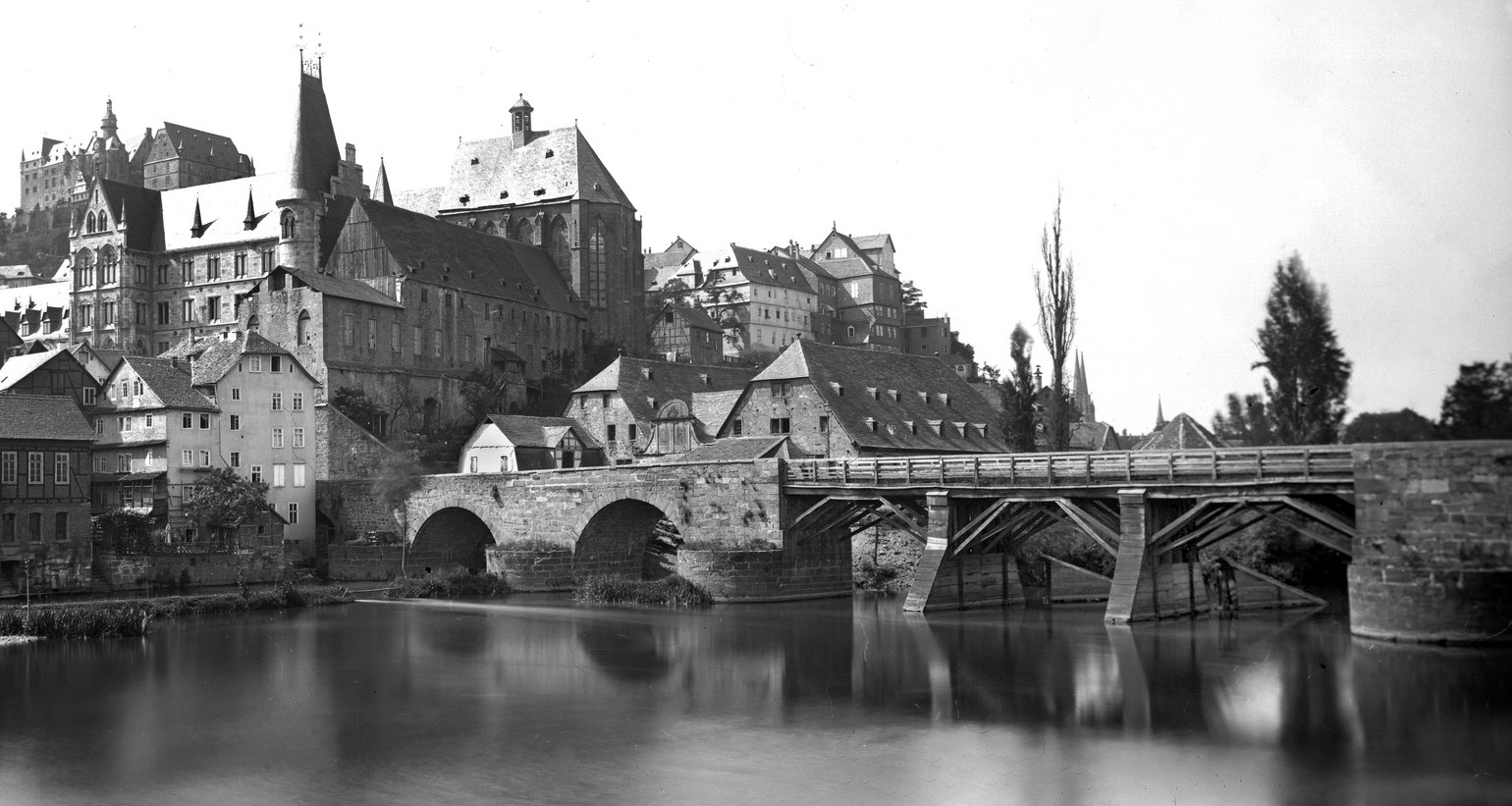
Weidenhäuser Brücke mit Holzkonstruktion um 1880 (historische Stadtansicht von Ludwig Bickell)
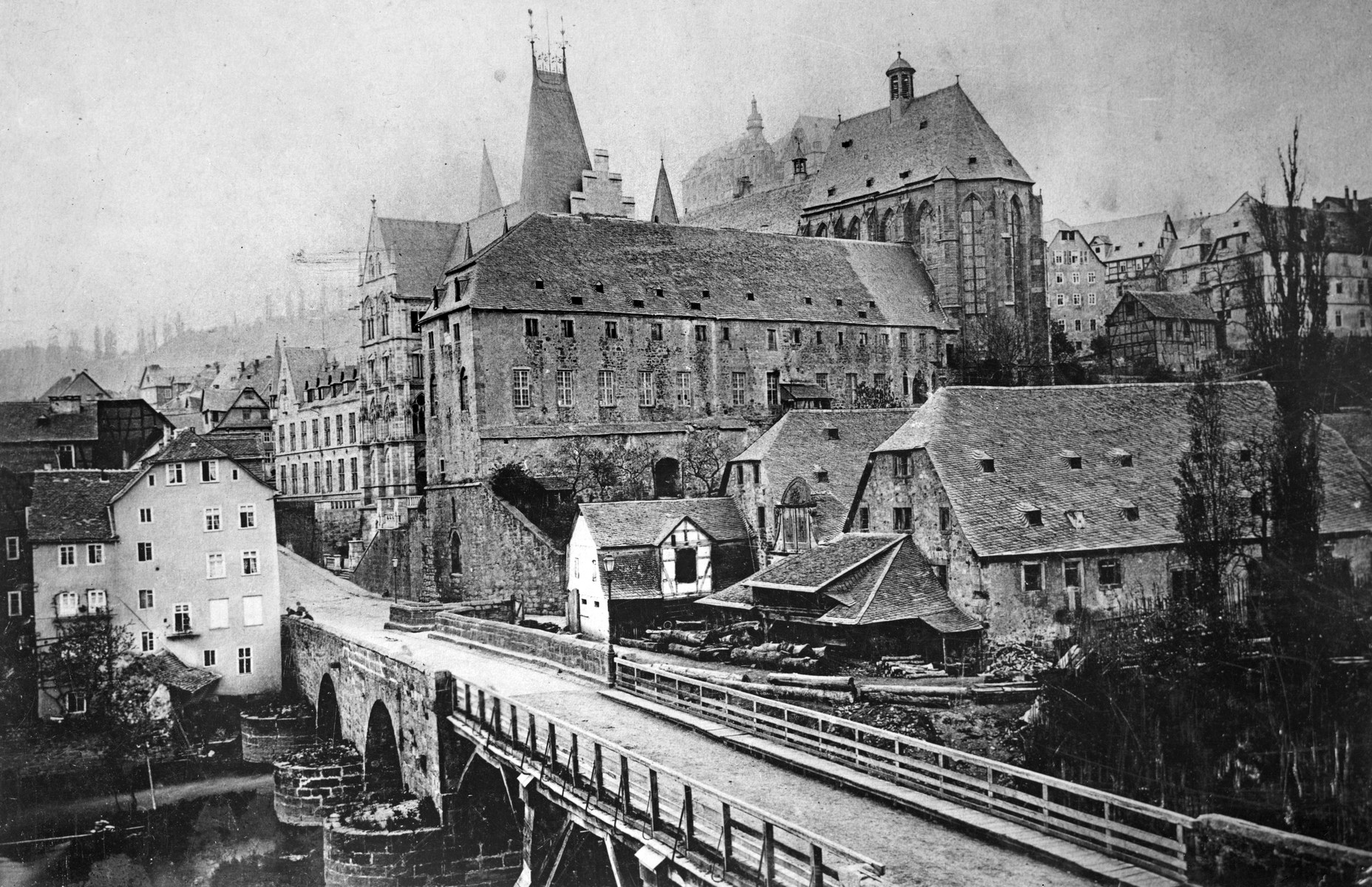
Weidenhäuser Brücke mit Holzkonstruktion um 1880
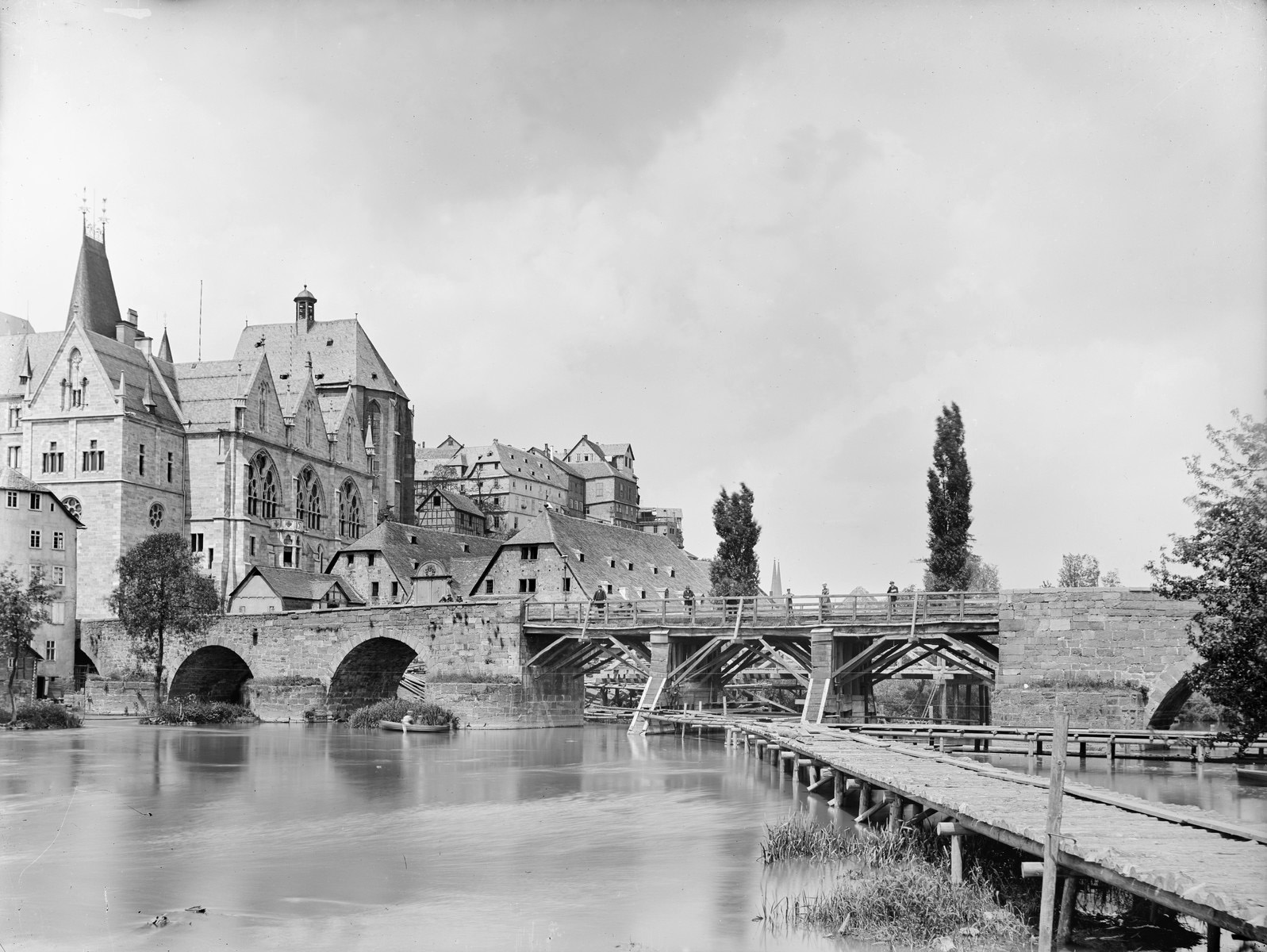
Weidenhäuser Brücke mit Holzkonstruktion um 1890
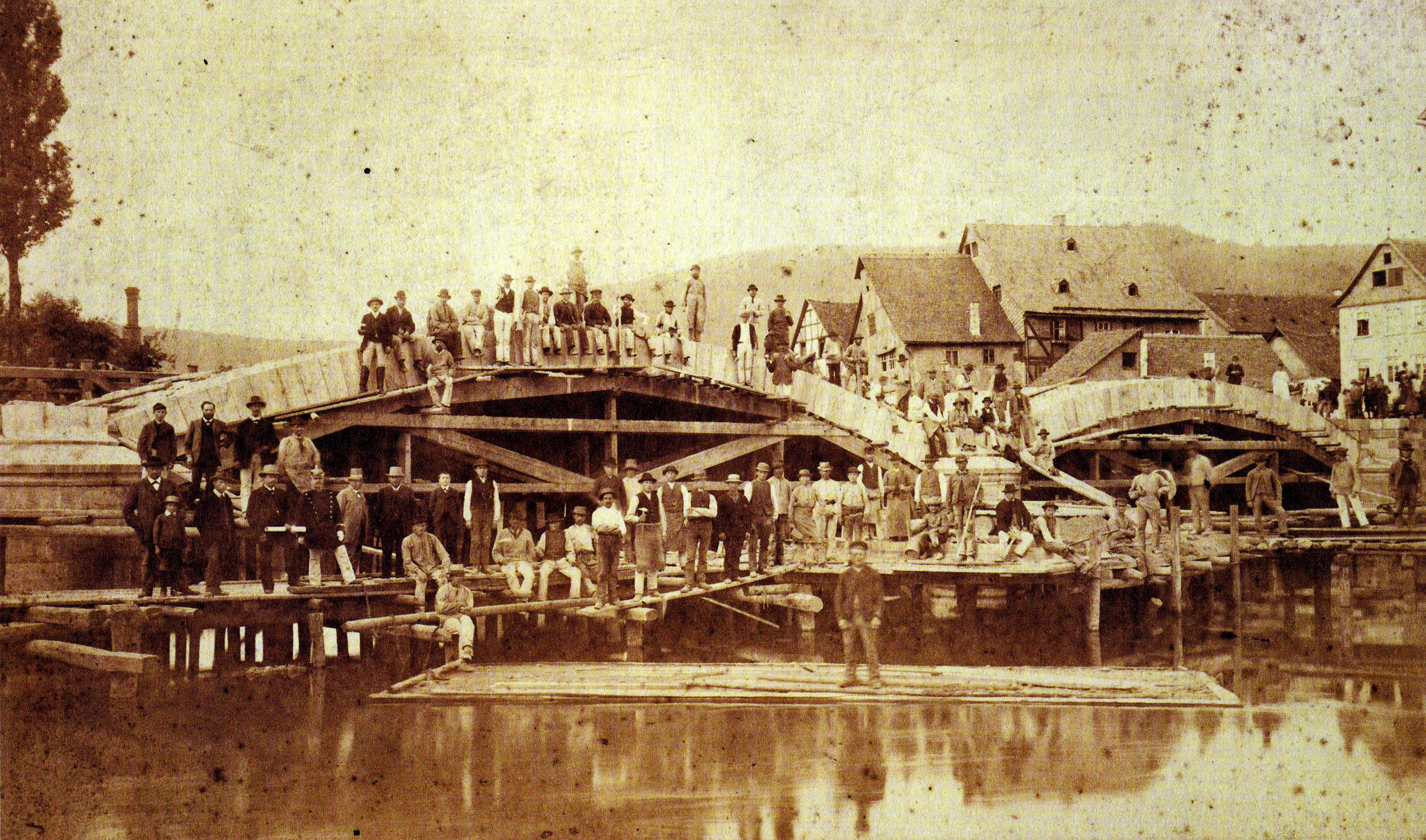
Neubau der Weidenhäuser Brücke 1891/92
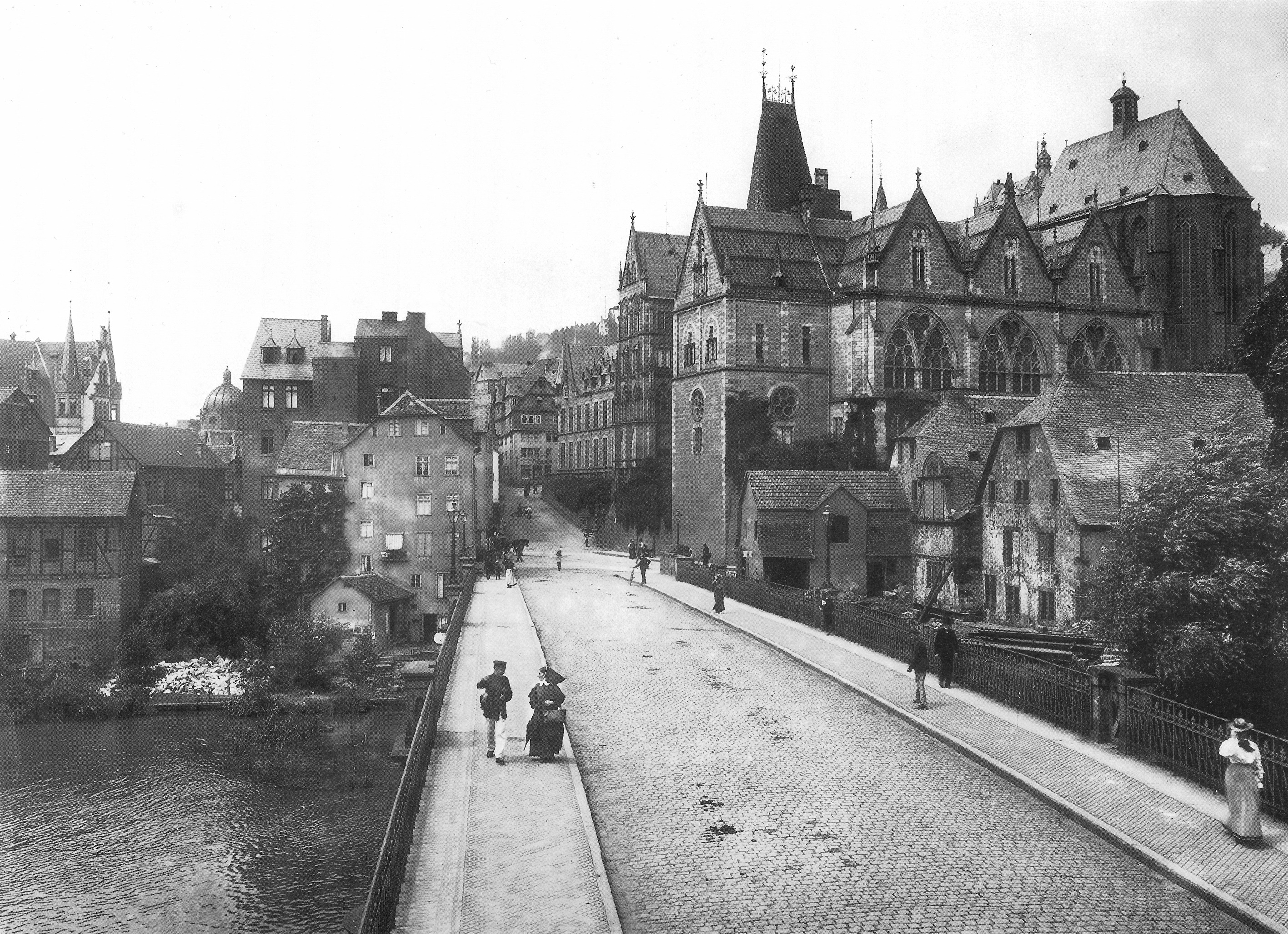
Weidenhäuser Brücke 1905 mit Neubau der Alten Universität
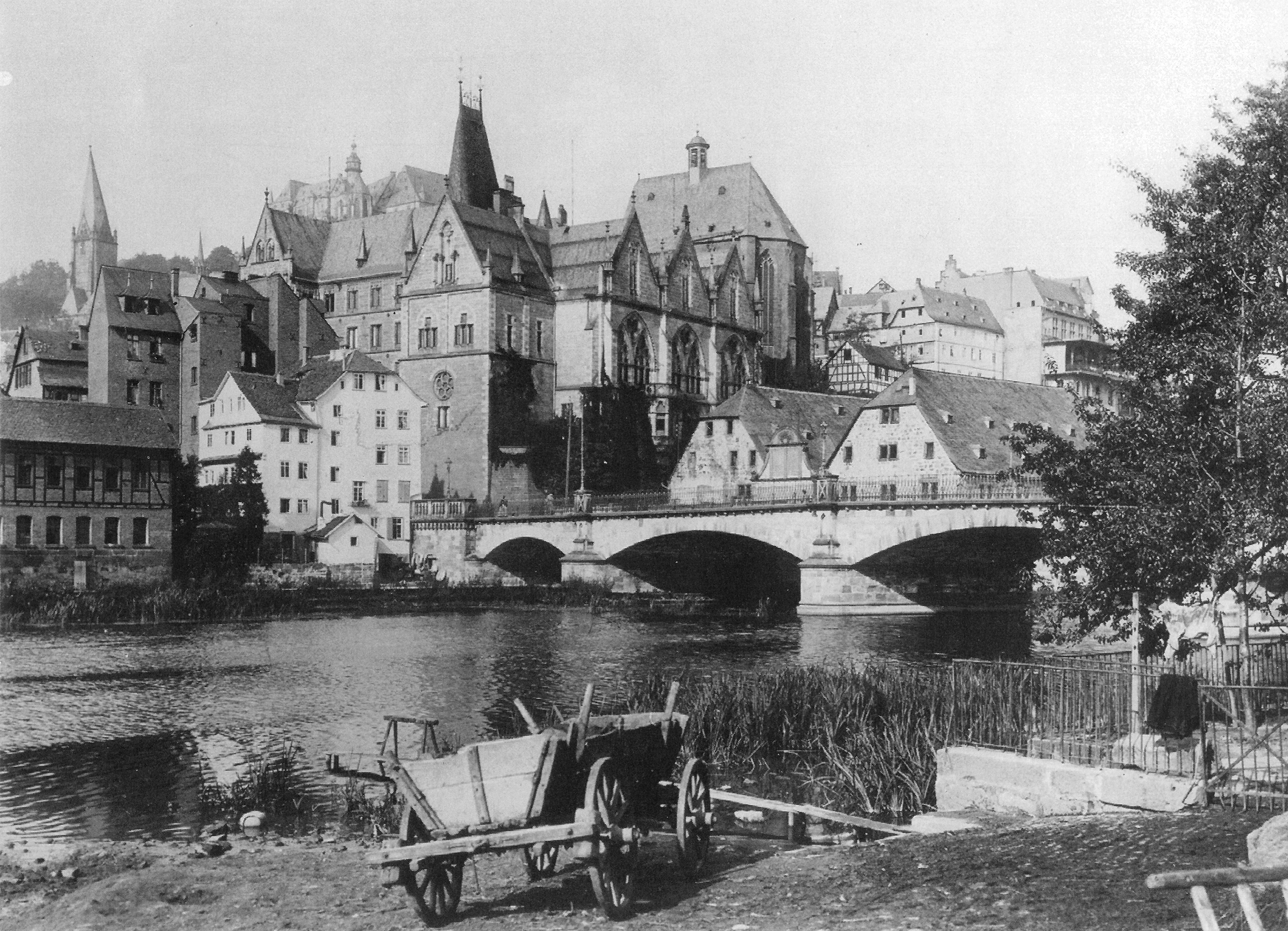
Weidenhäuser Brücke ca. 1907
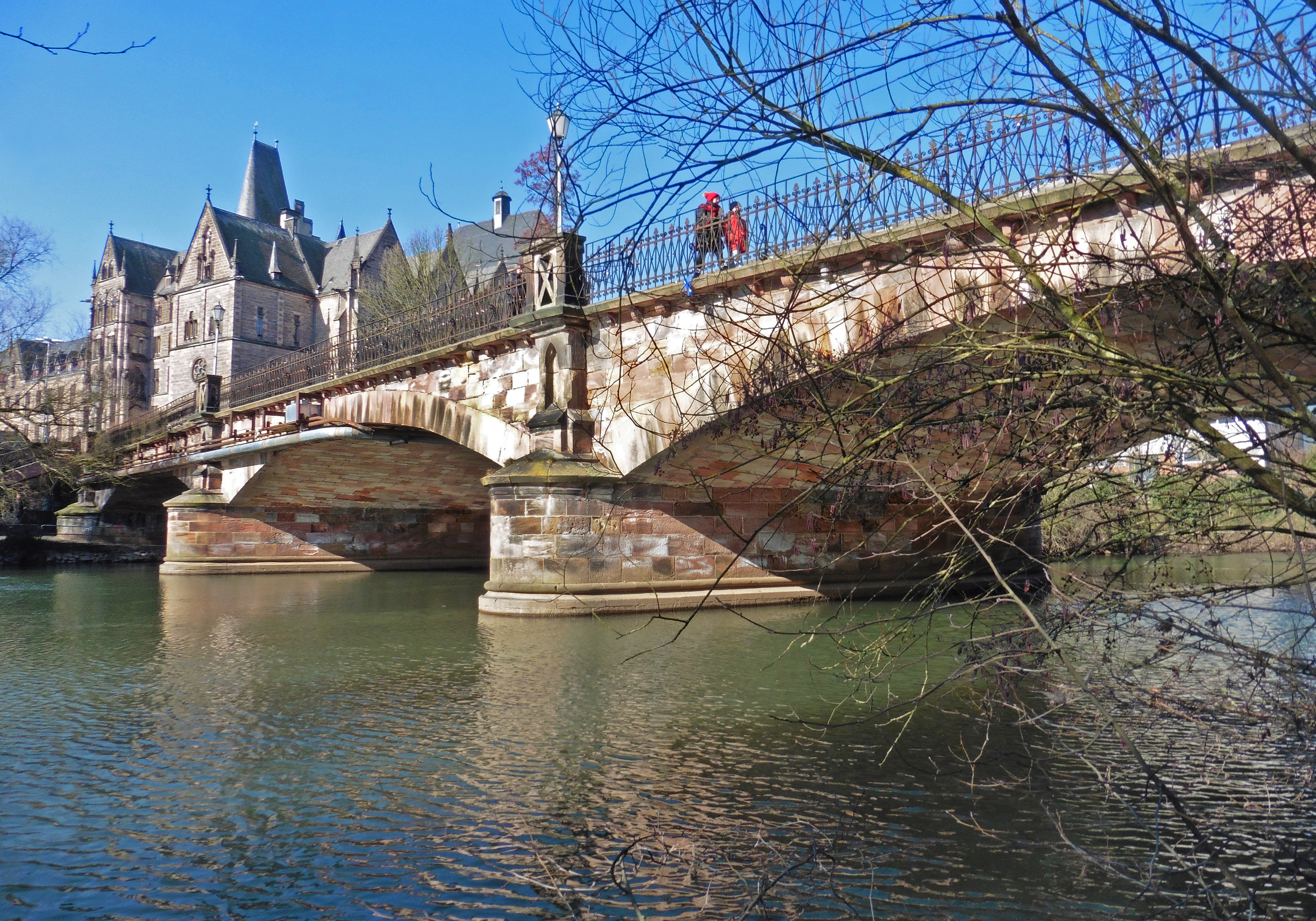
Februar 2018 Ansicht von Südosten vor der Sanierung
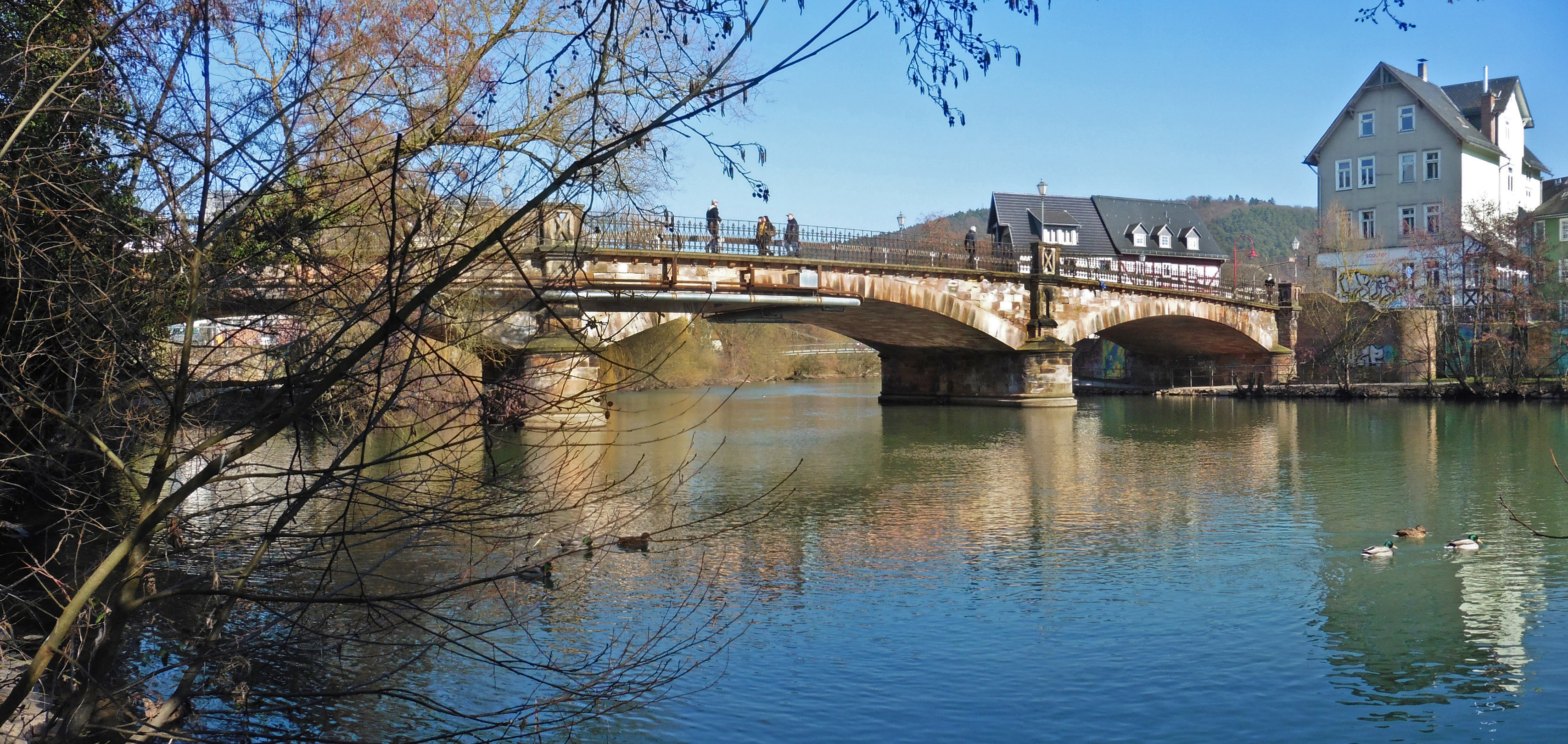
2018 Ansicht von Südwesten
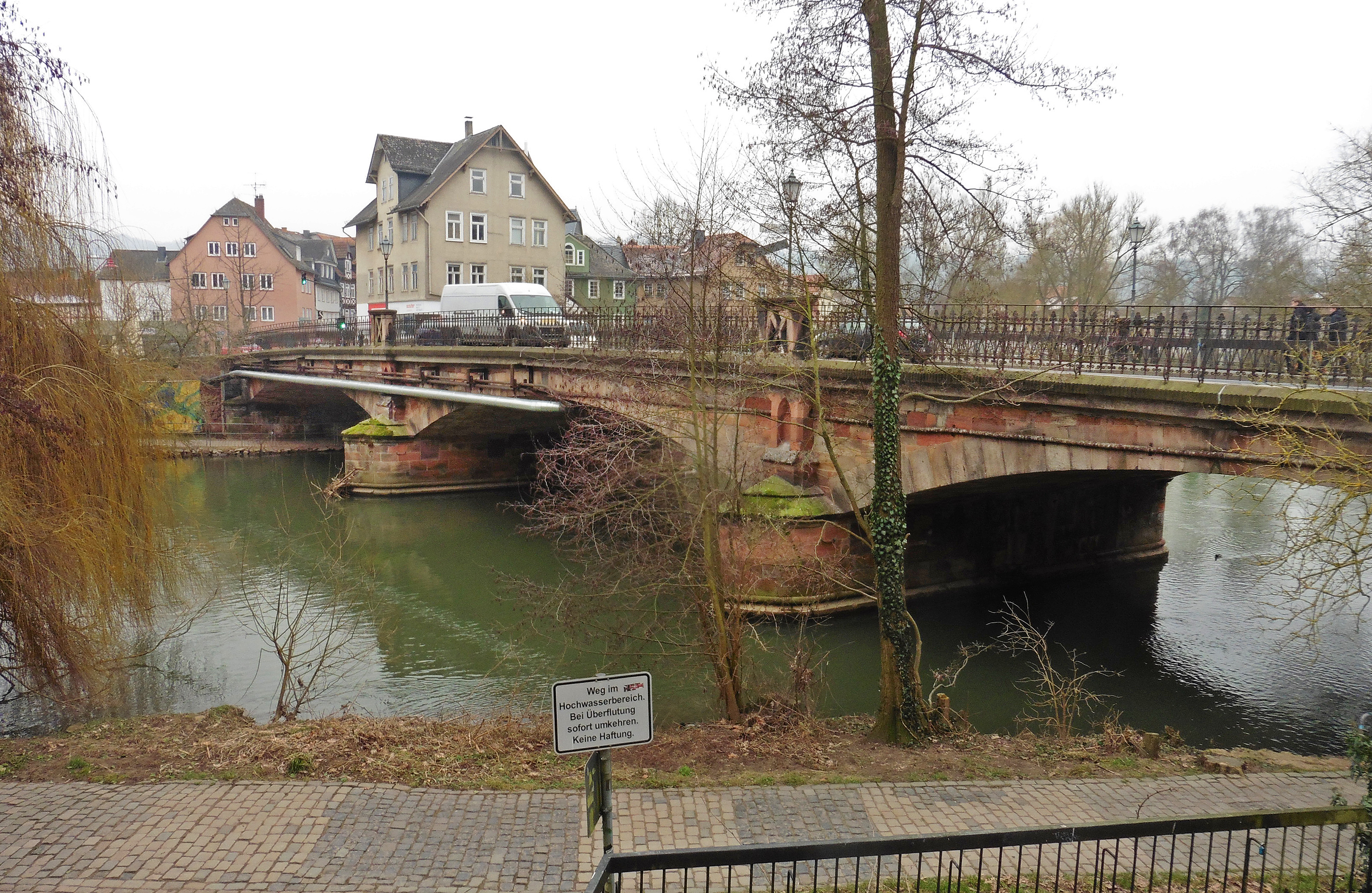
2018 Ansicht von Nordwesten
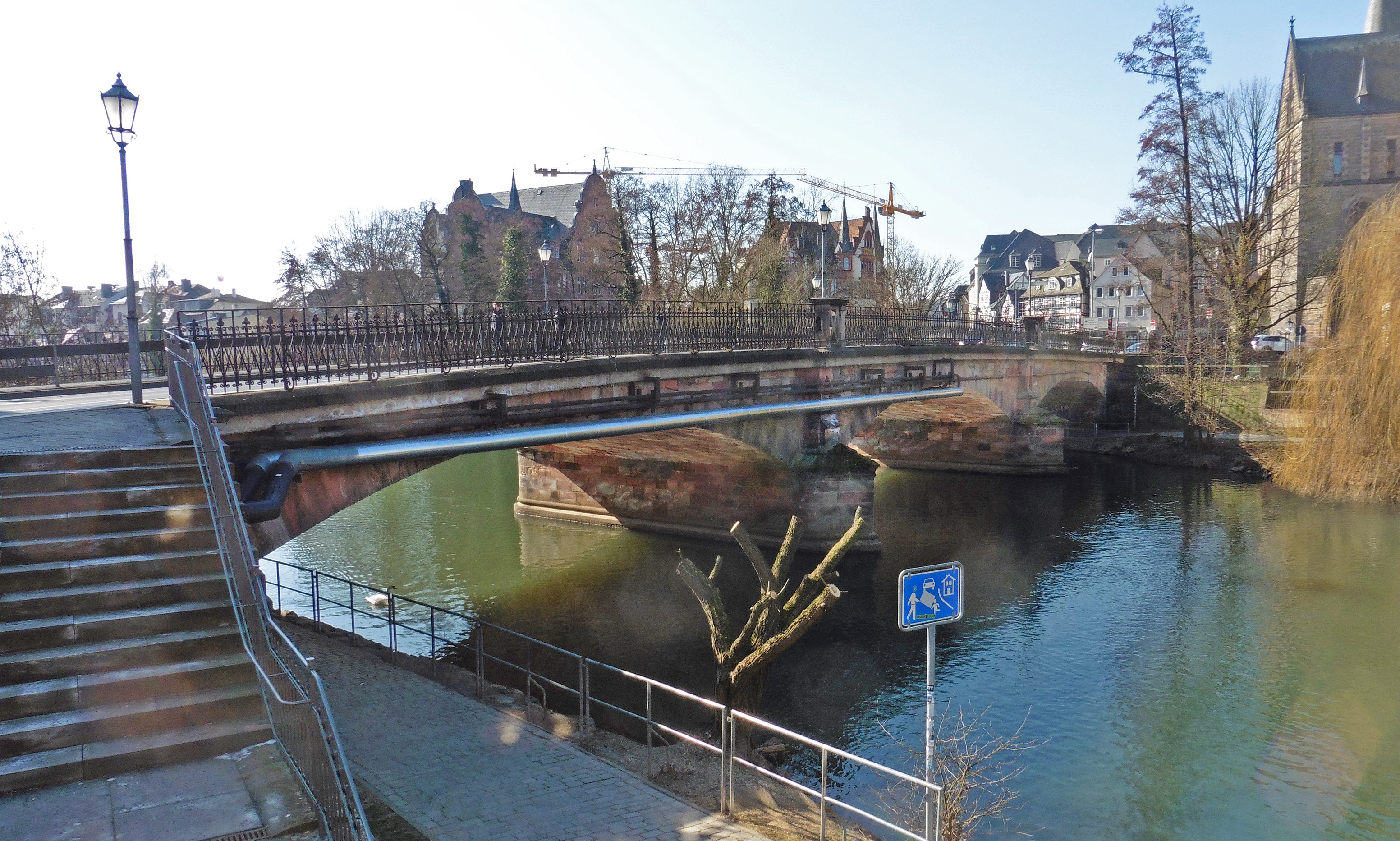
2018 Ansicht von Ostnordosten mit dem Lahntalradweg am Ostufer
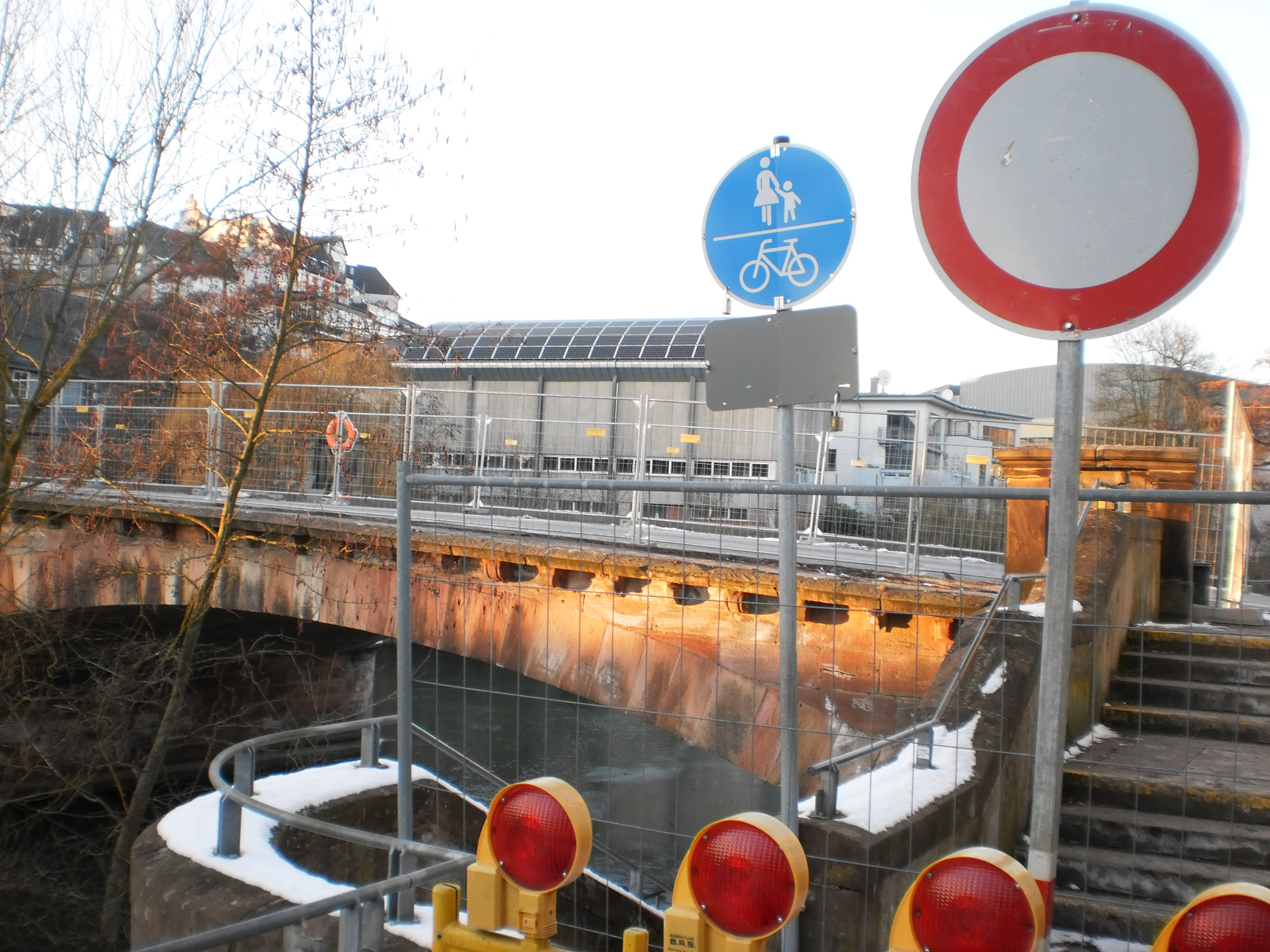
Bauarbeiten an der Brücke mit abgebautem Geländer
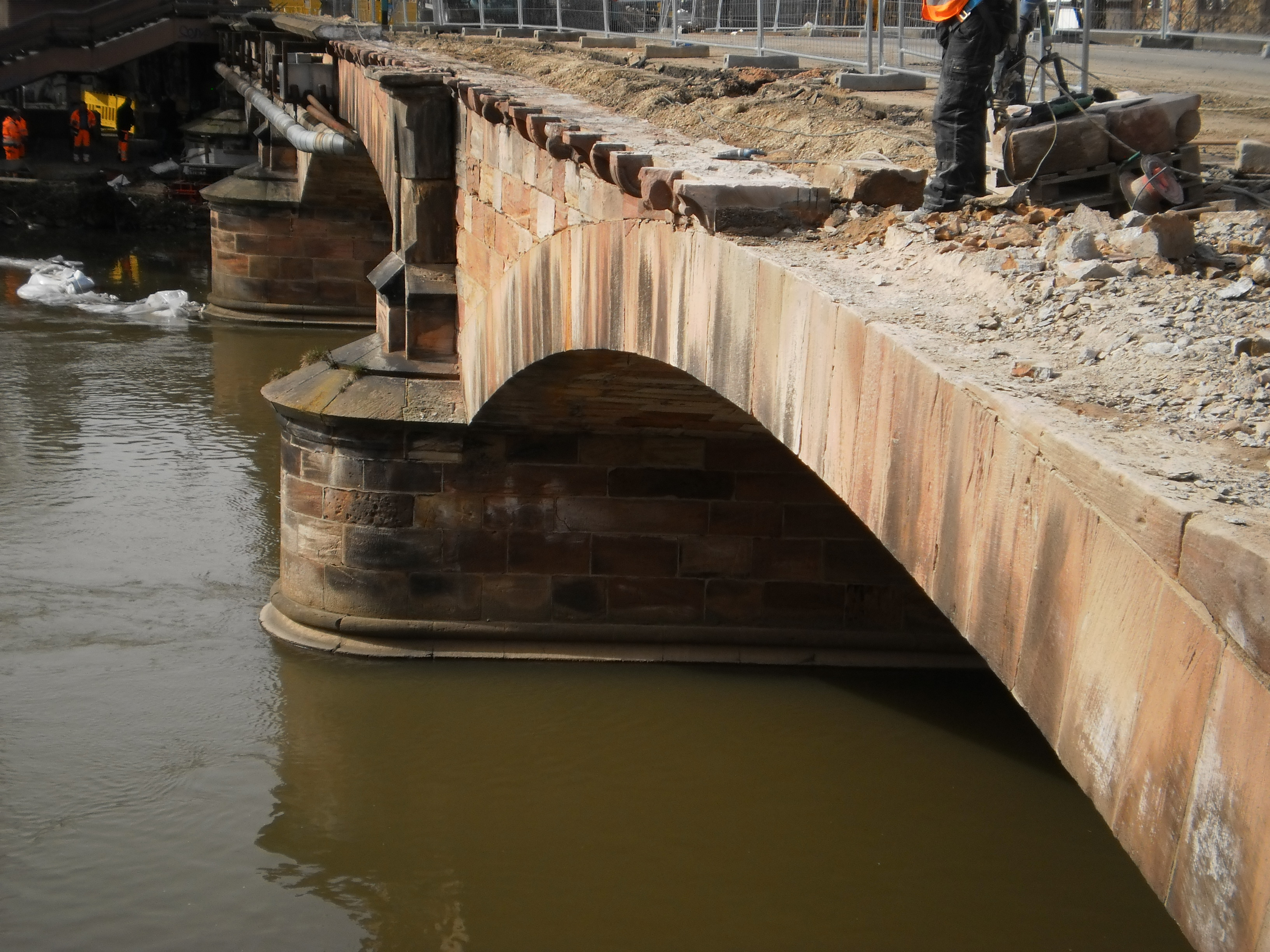
Rückbau der Sandsteine (Gesims) und Entfernung von Teilen der Füllung im Bereich des Gehwegs